# Automat
Automat (« Distributeur automatique » ou « Automate » en français) est un tableau du peintre américain Edward Hopper réalisé en 1927. Cette huile sur toile est une scène de genre nocturne représentant une femme seule assise à une table de fast food, le regard perdu dans sa tasse de café.
Le titre anglais de l'œuvre, « Automat », marque l'ambivalence entre la femme absente au regard vide, inexpressif, et un distributeur automatique. Les thèmes de la solitude mais également des restaurants et cafés sont, une fois de plus, illustrés dans cette œuvre par Hopper ; le délaissement est ici renforcé par l'impression de vide donné par la large baie vitrée en arrière plan, même si le peintre réfute cette vision pour l'ensemble de son œuvre : « Cette histoire de solitude est éculée » affirme-t-il. Le peintre se sert comme décors d'un lieu où la distribution de nourriture, automatisée, est une nouveauté qui apparait dans les années 1920 à New York.
Le tableau est conservé au Des Moines Art Center de Des Moines, dans l'Iowa.